# Gammaropsis lobata
Gammaropsis lobata is een vlokreeftensoort uit de familie van de Photidae. De wetenschappelijke naam van de soort is voor het eerst geldig gepubliceerd in 1920 door Chevreux.